# Irlbachia ramossisima
Irlbachia ramossisima là một loài thực vật có hoa trong họ Long đởm. Loài này được (Benth.) Maguire mô tả khoa học đầu tiên năm 1981.